# Punto medio (filosofía)
El punto de vista medio o equidistante se distingue del punto de vista neutral en que este no muestra como un punto de vista intermedio, sino que muestra unos puntos de vista y otros tal y como se presentan a sí mismos. Igualmente, se distingue del punto de vista objetivo porque este puede situarse más cerca de unos puntos de vista u otros en función de la naturaleza del objeto en sí mismo.

## Retórica del punto medio
La retórica del punto medio o retórica centrista o de discurso moderado es una técnica demagógica que consiste en descalificar al adversario mostrándolo como extremista en lugar de refutar sus afirmaciones. Para ello el sujeto adopta el rol de conciliador que afirma apoyar un supuesto punto medio dentro del contexto de la discusión, de tal forma que el otro interlocutor queda posicionado implícitamente frente a terceros como un extremista y su argumentación como un punto de vista extremo o exacerbado.